# Могилевская, Софья Абрамовна
Со́фья Абра́мовна Могиле́вская (3 апреля 1903, Москва — 1981, Москва) — русская советская писательница, автор повестей для детей и юношества.

## Биография
Родилась в Москве, в зажиточной еврейской семье. Отец — известный московский виолончелист и музыкальный педагог Абрам Ильич Могилевский — с детства учил детей (в семье их было трое: Григорий, Софья, Евгения) музыке и планировал дать им музыкальное образование. Софья училась игре на фортепиано сначала дома, затем в музыкальной школе имени Гнесиных, потом закончила музыкальный техникум им. Глазунова.
На лето семья выезжала на дачу в подмосковное Крёкшино. В сентябре 1909 года в Крёкшине у Черткова жил Лев Толстой, и Абрам Ильич играл для него вместе со скрипачом Сибором и пианистом Гольденвейзером произведения Гайдна, Бетховена и Аренского. Встреча с Толстым и его суждения о музыке произвели сильное впечатление на будущую писательницу и впоследствии отразилась в её творчестве («Виолончель Санта Тереза», «Лето в Крёкшине»).
В 1928 году Софья Могилевская поступила в Московскую консерваторию, на педагогический факультет, но в 1932 году оставила обучение. Этот поступок разгневал отца. В 1932—1934 годы работала корреспондентом московской областной газеты «За коллективизацию». С середины 1930-х годов начала писать рассказы и повести для детей и целиком отдала себя литературному творчеству. В этот же период стала членом ВКП(б). Первая книга «Лагерь на льдине» о подвиге челюскинцев вышла в 1935 году. Затем Могилевская познакомилась с Иваном Кутяковым, командиром Чапаевской дивизии (принявшим командование после смерти Чапаева) и под влиянием рассказа о мальчике из чапаевской дивизии написала повесть «Чапаёнок», а затем и другие произведения для детей о Гражданской войне.
Перед самой войной вышла повесть «Марка страны Гонделупы», принёсшая Могилевской впоследствии всесоюзную известность. Однако её высылают на поселение в Марийскую АССР, что, вероятно, было связано с арестом её мужа. Во время войны С. А. Могилевская работала в детском доме в деревне Цыбикнур Марийской республики, где жили ссыльные крымские татары. Могилевская позже напишет об этом в книге «Дом в Цыбикнуре» (1949). По окончании войны вернулась в Москву и продолжала писать книги для детей до последних своих дней.
Язык произведений Могилевской отличается живостью, легкостью, в нем умело используются архаизмы. Динамичность сюжета, отсутствие громоздких описаний, краткость и емкость диалогов делают произведения Могилевской доступными и для младших школьников, и для подростков.
Умерла в Москве в 1981 году. Похоронена на Ваганьковском кладбище.

### Семья
Первый муж — инженер Александр Аронов — был репрессирован: его арестовали 23 июня 1941 года, и через год он погиб (его расстреляли, семье сообщили, что погиб; реабилитирован в 1959 году). Второй раз Софья Могилевская выходит замуж за писателя Николая Васильевича Лукина. В первом браке родился сын Михаил.
Внучка — Мария Михайловна Лукина родилась в 1955 году. Доцент факультета журналистики МГУ. Она же послужила прообразом главной героини "Сказки о маленькой Машеньке" (второе название "Когда Машенька была маленькой")

## Основные работы
- 1935 — «Лагерь на льдине».
- 1936 — «Цыплячий сад».
- 1938 — «Чапаёнок».
- 1941 — «Марка страны Гонделупы».
- 1949 — «Дом в Цыбикнуре».
- 1950 — «Птица-синица».
- 1952 — «Хорошее лето».
- 1954 — «В саду росла яблонька».
- 1954 — «Королева зубная щётка»

(опубликована в журнале "Мурзилка" в декабре)
- 1955 — «Максимка».
- 1956 — «Золотой налив».
- 1960 — «Гори, наш костёр».
- 1960 — «Лето в Крёкшине».
- 1960 — «Сказка о громком барабане».
- 1962 — «Сказки о маленькой Машеньке» (Когда Машенька была маленькой)
- 1962 — «Девочки, книга для вас!»
- 1963 — «Маленькая хозяюшка».
- 1964 — «Восемь голубых дорожек».
- 1969 — «Виолончель Санта Тереза».
- 1970 — «Сказка про молодцов-удальцов и столетнего деда».
- 1971 — «Поварёнок Люлли».
- 1974 — «Школа Колобка».
- 1975 — «Мой папа — волшебник».
- 1976 — «Над рекой Утратой».
- 1977 — «Малаховская школа или возвращение к юности».
- 1979 — «И они построили волшебный дом».
- 1978—1980 — «Этюды о композиторах».
- 1981 — «Семь разноцветных сказок».
- 1981 — «У лиры семь струн».
- 1988 — «Мой маленький петушок».

### Трилогия повестей о русском театре XVIII века
- 1958 — «Повесть о кружевнице Насте и великом русском актёре Фёдоре Волкове».
- 1966 — «Крепостные королевны».
- 1971 — «Театр на Арбатской площади».

## Экранизации
- 1962 — Королева Зубная щётка (мультфильм)
- 1973 — Сказка о громком барабане (мультфильм)
- 1977 — Марка страны Гонделупы (фильм)
- 1987 — Сказка о громком барабане (фильм)